# Rivière Beauport
Rivière Beauport är ett vattendrag i Kanada.   Det ligger i provinsen Québec, i den sydöstra delen av landet, 150 km öster om huvudstaden Ottawa.
I omgivningarna runt Rivière Beauport växer i huvudsak blandskog. Runt Rivière Beauport är det ganska tätbefolkat, med 93 invånare per kvadratkilometer.